# 周恭寿
周恭寿（？—？），湖北江夏（今湖北武汉）人，清朝政治人物。
1842年，接替常恩任宝山县知县一职，吴淞战役中逃跑。1842年，由张元揆接任。